# Metopolophium albidum
Metopolophium albidum är en insektsart som beskrevs av Hille Ris Lambers 1947. Metopolophium albidum ingår i släktet Metopolophium och familjen långrörsbladlöss. Arten är reproducerande i Sverige. Inga underarter finns listade i Catalogue of Life.